# Кондор (антология)
«Кондор» (нем. «Der Kondor») — первая антология поэзии экспрессионизма, изданная в 1912 году писателем Куртом Хиллером.
В ней были представлены, в основном, авторы, выступавшие в берлинском «Новом клубе», сооснователем которого был Хиллер. Среди них нет лишь Якоба ван Годдиса, с которым составитель был в ссоре. В числе опубликованных поэтов Эльза Ласкер-Шюлер, Эрнст Бласс, Георг Гейм, Людвиг Рубинер, Франц Верфель, Пауль Цех и другие.

## На русском
- Кондор: антология поэзии раннего немецкого экспрессионизма / пер. с нем. Е. Зайцева. — М.: Libra, 2022. — ISBN 5-6048184-3-5.